# Hate (álbum)
Hate (en español: Odio) es el cuarto álbum de estudio de la banda de indie rock escocesa The Delgados. Fue publicado el 14 de octubre de 2002 a través del sello discográfico Mantra Recordings. Para Estados Unidos, el álbum fue publicado en enero de 2003, con una gira promocional realizada por el país en abril del mismo año.
Usando el título como un concepto suelto, el contenido fue descrito por el bajista Stewart Henderson como uno de «contrastes y dicotomías», donde algunas letras compuestas por Pollock y Woodward lidian con tópicos como el suicidio y la muerte a través de los ojos de un niño.

## Concepto
Luego de conseguir una nominación al Premio Mercury de 2000 por The Great Eastern, realizaron una composición musical para el artista estadounidense Joe Coleman, cuyas pinturas retrataban tópicos como la sangre, muerte y violencia, siendo la génesis para el nuevo material. Esto coincidió con cambios personales en los miembros y acontecimientos externos, como fallecimientos de familiares, una renovada paternidad y las repercusiones de los atentados del 11 de septiembre de 2001. Parte del material inicial fue compuesto en guitarra, lo cual no estaba dejando satisfecho a la banda, optando por componerlas primero en piano y siendo pulidas en el estudio por Lewis Turner, su pianista en las presentaciones en vivo.
Según Drowned in Sound, la canción introductoria «The Light Before We Land» trata sobre la pérdida de amor en una relación, con tenues aspectos de esperanza. Por su parte, Chicago Tribune describe que el contenido lírico es sobre la depresión posparto. En entrevistas promocionales, Pollock confirmaba que parte de la letra surgió durante su embarazo, expresando: “Pienso que ahí empezó a manifestarse esa depresión, sentía que la vida era aburrida y monótona, perdí esa esperanza que cuando eres joven te mueve a confiar en las cosas buenas que pueden pasarte”.
«All You Need Is Hate» tiene como puntos de referencia a «All You Need Is Love» de The Beatles y la canción principal de The Mary Tyler Moore Show. Por su parte, Nitsuh Abebe de Pitchfork notaba que su inicio se asemeja más a «She's Leaving Home», presente en el álbum Sgt. Pepper's Lonely Hearts Club Band.
“[Sobre el título] es realmente el hecho de que algunos aspectos de la vida tienen que ver con eso. Como las luchas de la gente y las emociones negativas de la vida. También son importantes”.
— Emma Pollock (2002).

## Publicación
Después de completar las grabaciones, los cuatro miembros se enfocaron en apoyar el álbum debut de Malcolm Middleton y el segundo material de la banda Cha Cha Cohen. Debido a eso, Hate no fue publicado inicialmente por Chemikal Underground como sus trabajos previos, optando por el sello Mantra Recordings. Un año después, la canción introductoria «The Light Before We Land» fue utilizado como canción de apertura en el anime Gunslinger Girl, mientras que «Woke from Dreaming» aparece como insert song.
En julio de 2023, fue anunciado una reedición en formato vinilo y CD como conmemoración de su vigesimoprimer aniversario, siendo publicado por primera vez a través de Chemikal Underground.

## Recepción

### Crítica
Hate recibió críticas generalmente positivas por parte de la prensa especializada, aunque obteniendo comparaciones con el álbum aclamado The Soft Bulletin de The Flaming Lips, cuya producción musical también estuvo a cargo de Dave Fridmann. En la reseña para el sitio web AllMusic, Sean Carruthers lo describe como “[un álbum] más grande y que demanda tu atención. Las buenas noticias es que es uno de esos inusuales álbumes que sí merece toda la atención que te pide”.
En una lista realizada por Playlouder, el álbum aparece en la posición N°14 de los mejores 50 álbumes de 2002, citándolo como “un viaje perversamente satisfactorio”. Por su parte, Stylus Magazine lo incluyó en la posición N°46 en su lista por los mejores 50 álbumes de 2000–2005.

## Lista de canciones
Todas las canciones escritas y compuestas por The Delgados. 
| N.º   | Título                     | Duración |  |
| 1.    | «The Light Before We Land» | 5:30     |  |
| 2.    | «All You Need Is Hate»     | 2:53     |  |
| 3.    | «Woke from Dreaming»       | 4:32     |  |
| 4.    | «The Drowning Years»       | 5:12     |  |
| 5.    | «Coming in from the Cold»  | 3:34     |  |
| 6.    | «Child Killers»            | 6:42     |  |
| 7.    | «Favours»                  | 4:36     |  |
| 8.    | «All Rise»                 | 4:43     |  |
| 9.    | «Never Look at the Sun»    | 5:23     |  |
| 10.   | «If This Is a Plan»        | 4:26     |  |
| 47:31 |                            |          |  |

| Bonus tracks (Japón) |            |          |  |
| N.º                  | Título     | Duración |  |
| 11.                  | «Coalman»  | 5:38     |  |
| 12.                  | «Crutches» | 1:57     |  |
| 54:52                |            |          |  |

| Edición expandida (Estados Unidos) |             |          |  |
| N.º                                | Título      | Duración |  |
| 11.                                | «Coalman»   | 5:38     |  |
| 12.                                | «Mad Drums» | 2:53     |  |
| 56:02                              |             |          |  |

## Posicionamiento en listas
| Listas (2002)                    | Mejor posición |
| -------------------------------- | -------------- |
| Escocia (Scottish Albums)        | 27             |
| Reino Unido (UK Albums)          | 57             |
| Reino Unido (Independent Albums) | 5              |